# 李辅明
李輔明（？—1643年），遼東人，明朝軍事人物。
崇禎八年追隨祖寬。崇禎十四年爆發松錦之戰，宣化總兵楊國柱中箭身亡，以山西總兵李輔明代之。明軍大敗，李輔明等奔入塔山。崇禎十六年為援剿總兵，是年冬天清軍進犯寧遠。輔明奉命馳援，力戰歿於陣。贈特進榮祿大夫、左都督。